# Tanvé
Tanvé ist ein Arrondissement im Departement Zou im westafrikanischen Staat Benin. Es ist eine Verwaltungseinheit, die der Gerichtsbarkeit der Kommune Agbangnizoun untersteht.

## Demografie und Verwaltung
Gemäß der Volkszählung 2013 des beninischen Statistikamtes INSAE hatte das Arrondissement 11.546 Einwohner, davon waren 5546 männlich und 6000 weiblich.
Von den 53 Dörfern und Quartieren der Kommune Agbangnizoun entfallen sieben auf Tanvé:
1. Dékanmè
2. Gboli
3. Hodja
4. Houala
5. Kpodji
6. Tanvè
7. Towéta